# Боб'я-Уча
Бо́б'я-Уча́ (рос. Бобья-Уча, удм. Эдэйгурт) — присілок в Малопургинському районі Удмуртії, Росія.
Урбаноніми:
- вулиці — Азіна, Жовтнева, Колгоспна, Молодіжна, Набережна, Нагірна, Нова 1-а, Нова 2-а, Південна, Праці, Радянська, Фермерська
- провулки — Лікарняний, Мельничний, Радянський

## Населення
Населення — 885 осіб (2010; 924 в 2002).
Національний склад станом на 2002 рік:
- удмурти — 94 %